# Season of the Pumpkin
Season of the Pumpkin − trzeci album, a zarazem pierwszy longplay House of Krazees wydany 31 października 1994 nakładem 
wytwórni muzycznej Retro Horror Muzik.

"Season of the Pumpkin" jest uważany za jeden z najlepszych albumów House of Krazees, był to także pierwszy materiał jaki wydali zarówno na kasecie  i płycie CD. 31 października 1995 Latnem Intertainment wydało reedycje płyty z dodatkowymi dwoma trackami, natomiast 31 października 2004 roku, dokładnie dziesięć lat po premierze, Twiztid wydali płytę ponownie. 

## Lista utworów
| #   | Tytuł                      |
| --- | -------------------------- |
| 1   | "Channel 0"                |
| 2   | "Horror Story"             |
| 3   | "Dark Images"              |
| 4   | "Underground Culture"      |
| 5   | "Hollow's Eve"             |
| 6   | "The Mask"                 |
| 7   | "Trick Or Treat"           |
| 8   | "Haunted House"            |
| 9   | "Portrait"                 |
| 10  | "Call Us What You Will"    |
| 11  | "Unconscious"              |
| 12  | "Down"                     |
| 13  | "Violent Memories"         |
| 14  | "Bates Theory"             |
| 15  | "Season Of The Pumpkin"    |
| 16  | "Sounds Of Halloween"      |
| 17  | "Drug Addict"              |
| 18  | "Terrorfying And Terrible" |
| 19  | "Why?"                     |
| ×20 | "Shouts"                   |
| ×21 | "Until Next Time"          |

× dostępne tylko na reedycji z 1995 roku